# Isurumuniya

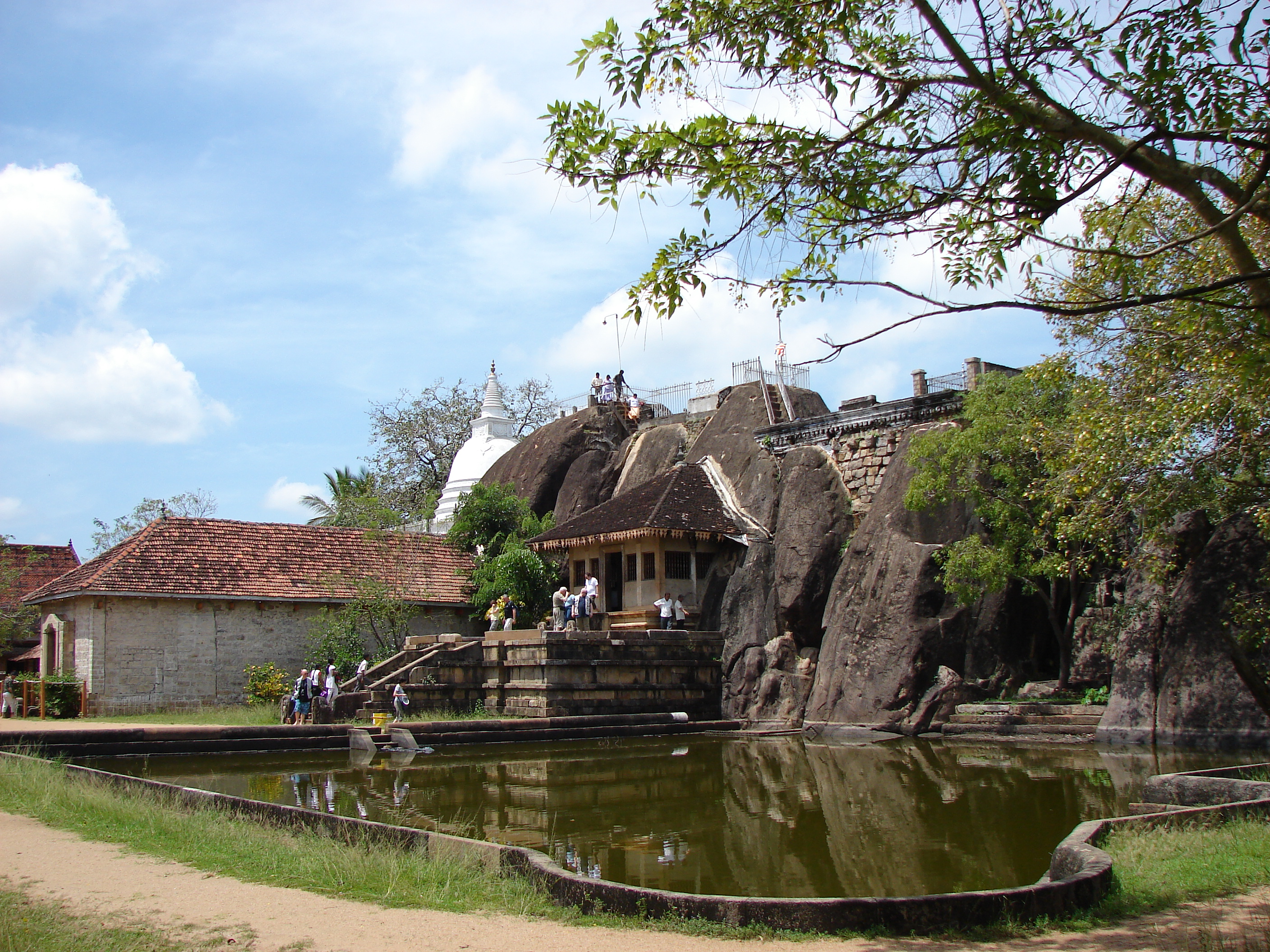
Vue d'ensemble. Au premier plan, le bassin aux éléphants.

L’Isurumuniya est un temple bouddhiste du Sri Lanka situé juste à l'est du Tissawewa (réservoir de Tissa) à Anurâdhapura. Il présente plusieurs ensembles de sculptures particulièrement intéressants : les amants d'Isurumuniya, le bassin aux éléphants et la famille royale.

## Histoire
Le temple a été construit au début du IIIe siècle av. J.-C. par Devanampiya Tissa, un des premiers souverains du Royaume d'Anurâdhapura (377 av. J.-C.—1017). Il était destiné à servir de résidence à 500 enfants de hautes castes qui venaient juste d'être ordonnés moines. Au IVe siècle, il a abrité un moment la relique de la dent du Bouddha aujourd'hui conservée au Temple de la Dent de Kandy. Le roi Kasyapa Ier (473-491) l'a rénové et nommé « Boupulvan, Kasubgiri Radmaha Vehera ». Ce nom est dérivé de celui de ses deux filles et du sien.
Le temple est constitué aujourd'hui d'un bâtiment donnant accès à une grotte et surmonté d'un rocher sur lequel se trouve un petit stûpa de construction récente. Plus bas, des deux côtés d'une fissure, des éléphants ont été gravés en bas-relief au-dessus d'un bassin. Sur le rocher est gravé un cheval. Les amants d'Isurumuniya sont un panneau sculpté apporté sur place à une date inconnue.
À proximité se trouve le Ranmasu Uyana, un ensemble de bassins alimentés par un système hydraulique complexe.

## Restes archéologiques

### Amants d'Isurumuniya

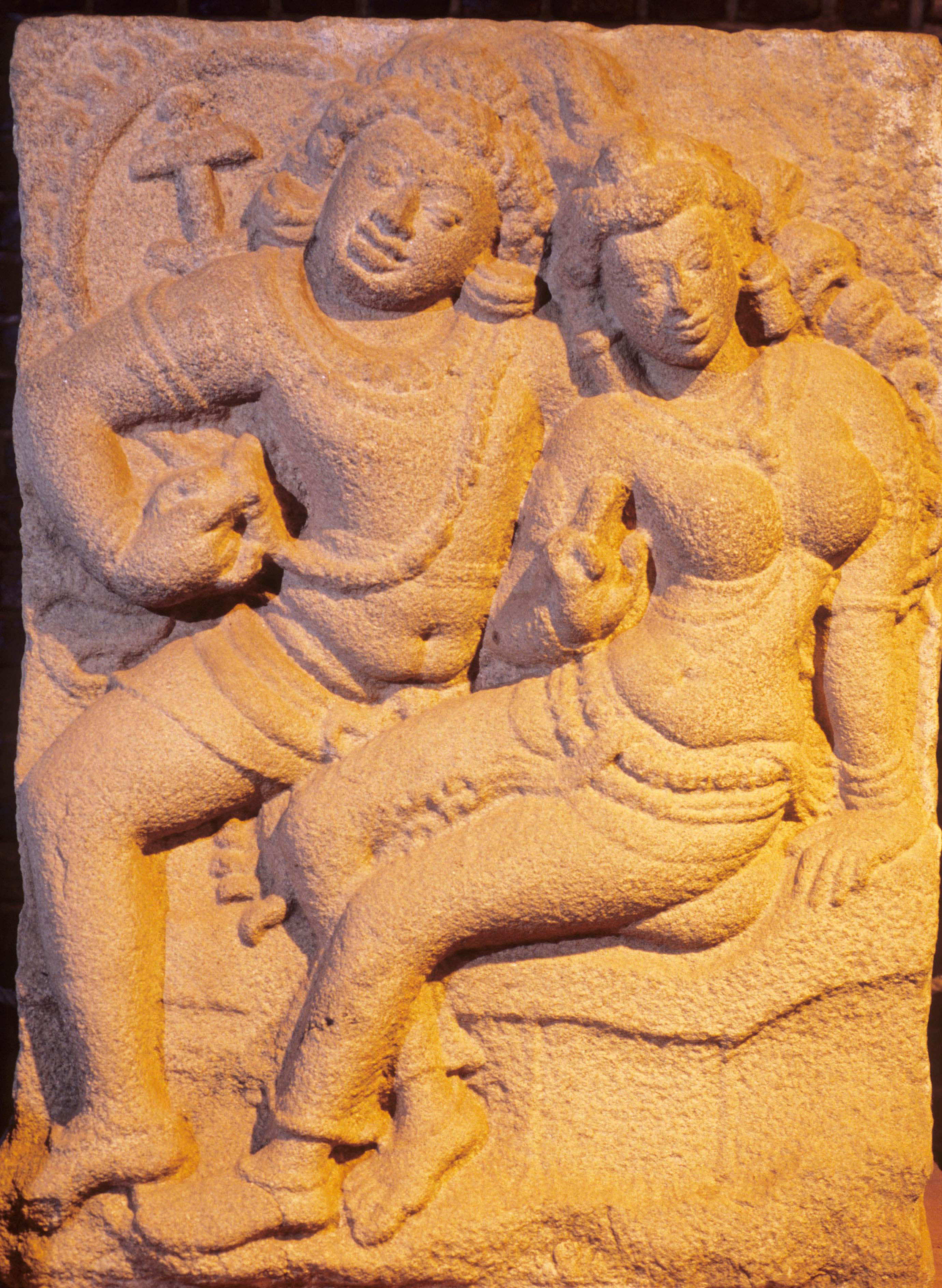
Les amants d'Isurumuniya.

Il s'agit d'une sculpture du VIe siècle de style Gupta. La femme, assise sur un genou de l'homme, lève un doigt en signe d'avertissement, peut-être une manifestation de sa pudeur. Ces personnages pourraient représenter le fils du roi Dutugamunu, Saliya, et sa fiancée de basse caste (Sadol Kula), Asokamala, pour laquelle il aurait renoncé au trône.
Les amants pourraient également être le roi Kubera/Vaiśravaṇa et sa reine Kuni. Selon le Ramayana, Vaiśravaṇa, qui vivait à Vessagiri (en), régnait sur le Sri Lanka avant d'être détrôné par son demi-frère le démon Ravana.
‘Siddha mahayaha kuni – maha (la) ka Asala yaha (di) ni’
[Salut ! La cellule de Mahaya est donnée au Vénérable Asalaya]
Cette inscription brahmi en lettres de grande taille se situe à Vessagiri, à l'emplacement d'origine de la stèle des amants. Celle-ci a été transportée à l'Isurumuniya lorsque Vessagiri a été donné à la communauté bouddhique.

### Famille royale

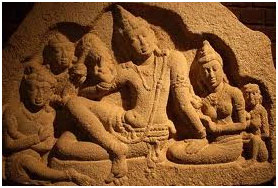
La famille royale.

La famille royale est un bas-relief du VIIIe siècle gravé sur une plaque de granite. La figure centrale est le roi Dutugamunu, reconnaissable à sa couronne et au « puna noola » autour de sa poitrine. Il est entouré de son épouse et d'un plus petit personnage, et de deux serviteurs dont l'un l'évente avec un « Wijinipath ».

### Bassin aux éléphants

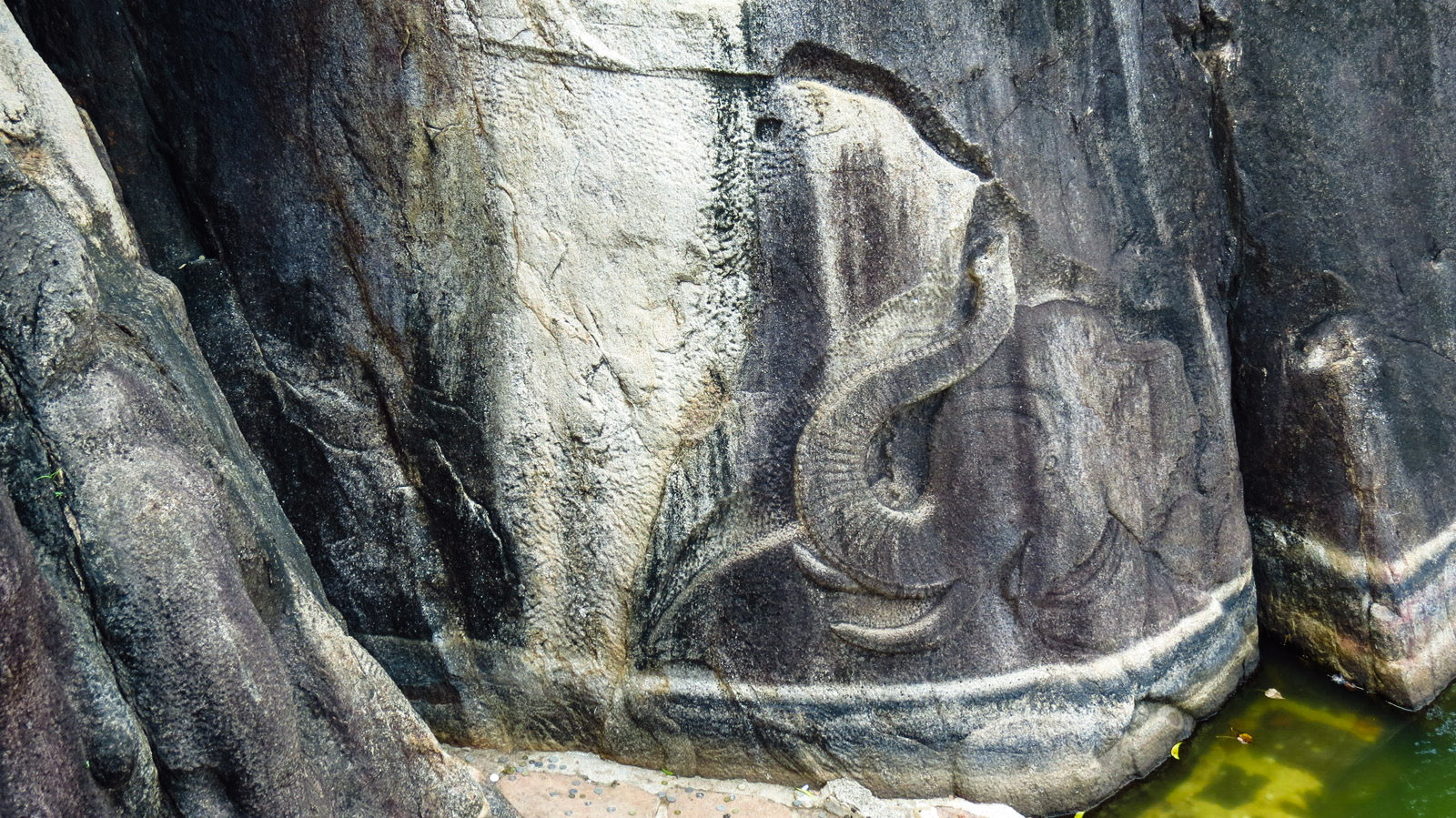
Un des éléphants en bas-relief du bassin.

Au ras du bassin se trouvent quatre éléphants gravés en bas-relief, qui semblent prendre leur bain. Remontant au VIIe siècle, ils sont de style Pallava et très semblables à certaines sculptures indiennes de Mahabalipuram.